# Rue Agar
Rue Agar è una strada di Parigi situata nel XVI arrondissement. È nota perché vi si affacciano i palazzi progettati da Hector Guimard che hanno accessi anche da Rue La Fontaine 17, 19 e 21.
Si tratta di edifici per appartamenti edificati nel 1911 e situati in una zona ad alta densità di opere di Guimard: nella stessa strada si trovano infatti anche Castel Béranger e l'Hôtel Mezzara. Al momento dell'apertura, la via fu nominata Rue Moderne e un anno dopo, nel 1912, fu dedicata a Marie Léonide Charvin, attrice che abitò nel quartier d'Auteuil dal 1870 al 1880. 
Guimard curò le costruzioni nei minimi dettagli, sia interni che esterni, come le ringhiere dei terrazzi, le porte, le maniglie e la targa che riporta il nome della strada stessa.